# Punta Tegualda
Pour les articles homonymes, voir Tegualda.
Punta Tegualda est un promontoire situé au Chili. Il est situé dans la province de Magallanes et la région de Magallanes et de l'Antarctique chilien, dans la partie sud du pays, à 2 200 km au sud de la capitale, Santiago du Chili.
Le terrain à l’intérieur des terres est vallonné. La mer est proche de Punta Tegualda au sud-ouest. Le point culminant à proximité est à 217 mètres d’altitude, à 1 km au nord-ouest de Punta Tegualda. La zone autour de Punta Tegualda est presque inhabitée, avec moins de deux habitants au kilomètre carré. Il n’y a pas de localités à proximité.
Dans les environs autour de Punta Tegualda pousse principalement une forêt mixte.